# Acushnet

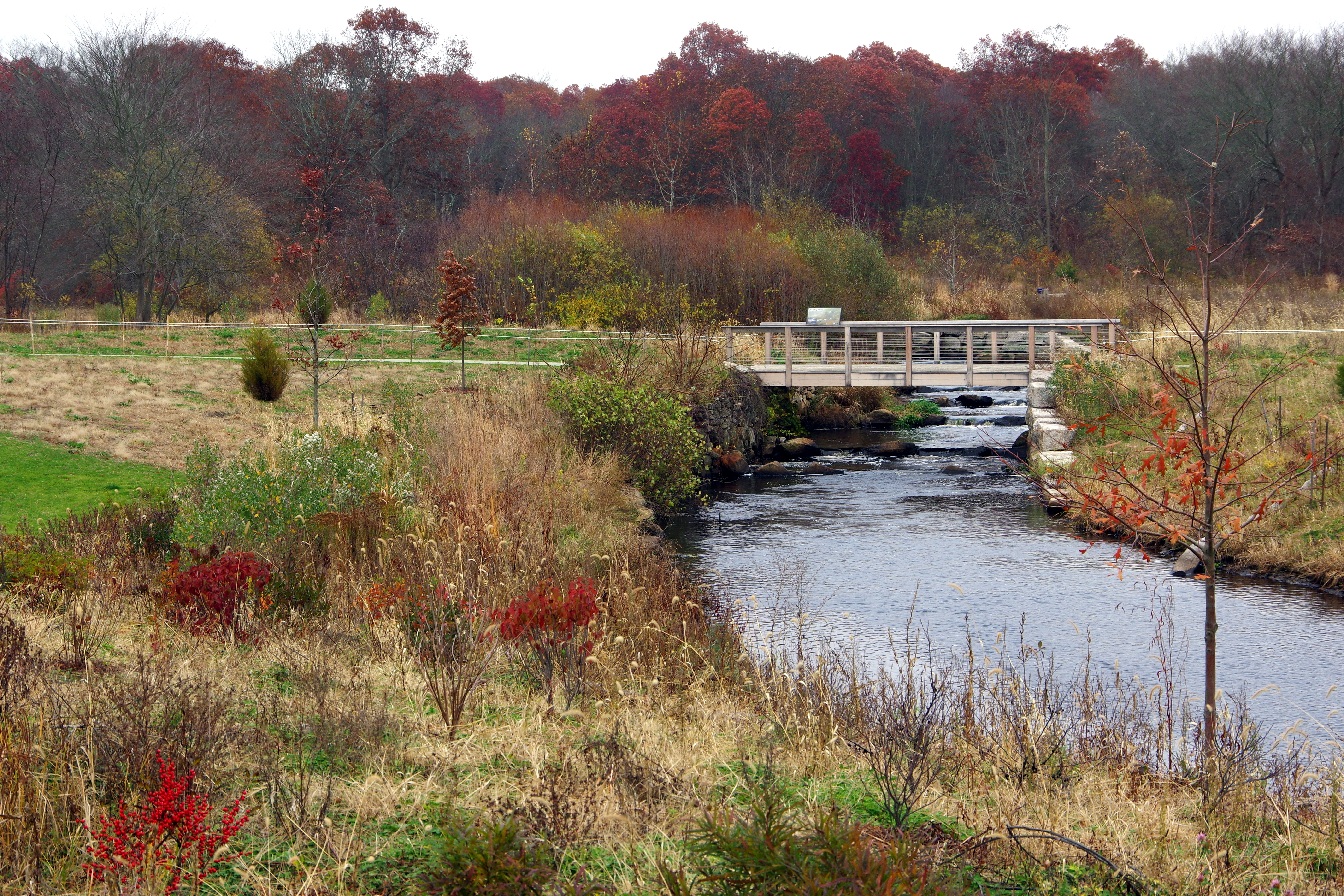

Acushnet är en kommun (town) i Bristol County i den amerikanska delstaten Massachusetts med 10 161 invånare (år 2000). Den har enligt United States Census Bureau en area på 49 km².